# Lamentos en favor de Sade
Hurlements en faveur de Sade, traducida algunas veces como Aullidos por Sade o Aullidos a favor de Sade, es una película del revolucionario, político y director de cine francés Guy Debord.
Fue estrenada el 13 de octubre de 1952 en el Cineclub de la Vanguardia de París en el Barrio Latino. Esta primera presentación fue interrumpida por el público, que, indignado al ver solo los primeros minutos, inicia pequeños disturbios. Se realizó una proyección en Gran Bretaña en junio de 1957 en el Institute of Contemporary Arts of Londres.
Tiene una duración de 64 minutos y se compone de secuencias con la pantalla blanca y algunas frases de voz que manejan una temática que va desde el Código Civil o pasajes de diversas novelas, y que se alternan con el silencio de la pantalla negra. La primera parte con la pantalla en blanco está acompañada de una improvisación del letrista Gil J. Wolman. 
Puede catalogarse como un filme experimental o anticine.
El filme se caracteriza por las voces inexpresivas, extensos minutos donde la pantalla aparece en planos blancos o negros totales, y no se aprecia banda de sonido. Como propuesta causó un profundo debate por su crítica a la sociedad que contiene al cine. Sigue la obra del letrista  Gil J. Wolman (La anticoncept).
Las voces que se oyen en la película son las de Gil J. Wolman, Guy Debord, Serge Berna, Barbara Rosenthal y Jean-Isidore Isou.
- Datos: Q3143401